# Carla Medina

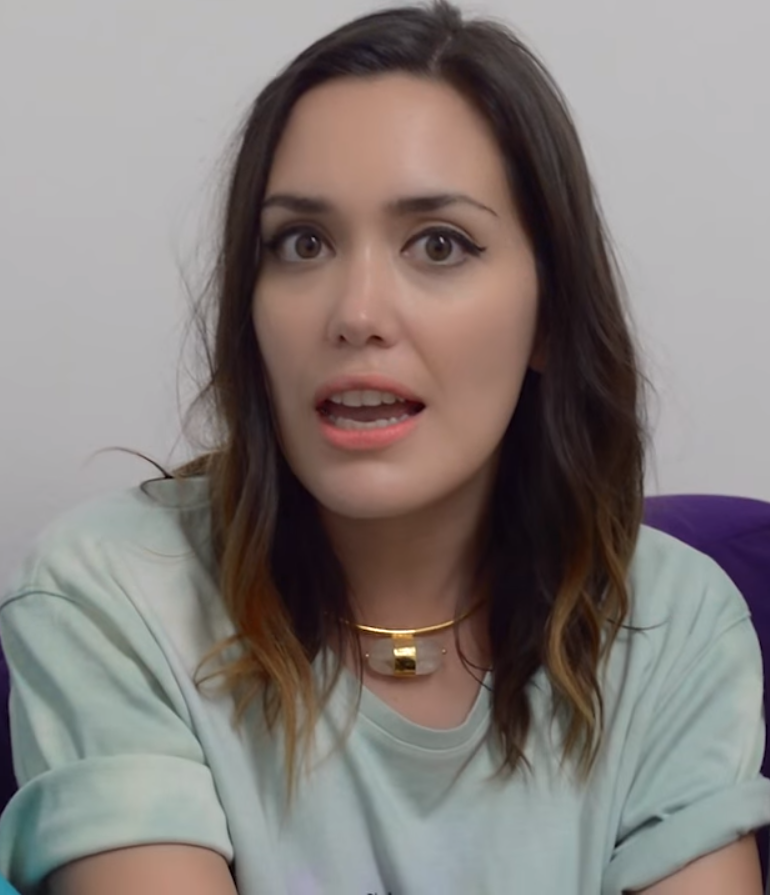
Carla Medina, 2015

Carla Rubí Medina Villarreal (* 29. Juni 1984 in Monterrey) ist eine mexikanische Schauspielerin, Moderatorin und Sängerin.

## Leben
Carla Medina ist die Tochter von Ruby Carla Medina Villarreal und Carlos Medina. Als Zwölfjährige war sie erstmals im Kinderkanal Discovery Kids zu sehen. 2002 moderierte sie dann erstmals die Casting Zone, die später unter dem Namen Zapping Zone auf dem lateinamerikanischen Disney Channel gesendet wurde, wo sie 2010 letztmals zu sehen war.
Studiert hat sie Informations- und Kommunikationswissenschaften an der Universidad de Monterrey (UDEM), sowie auch Theater, Gesang, Tanz und Flamenco. Auf der lateinamerikanischen Version des Soundtracks Camp Rock zum gleichnamigen Fernsehfilm Camp Rock ist ihr Song 2 Estrellas als Bonustrack enthalten. Der ins Spanische übersetzte Titel basiert auf dem Song 2 Stars von Meaghan Jette Martin, der auf der Standardversion auf dem Soundtrack enthalten ist.

## Filmografie
- 2002: Casting Zone (10 Folgen; TV-Serie)
- 2008: Viva High School Musical (Originaltitel: El desafío; Regie: Eduardo Ripari)
- 2015–2016: Yo quisiera (48 Episoden; TV-Serie)
- 2016: Baila! (Regie: Roberto Escamilla Garduño)
- 2017: 3 Noches (Regie: Ricardo Álvarez Canales)
- 2017: Coco – Lebendiger als das Leben! (Originaltitel: Coco; Regie: Lee Unkrich)

## Publikationen
- Soñando Despierta. Aguilar, 2012.
- Luna De Sal. Porque el amor empieza cuando la marea crece. Aguilar, 2014.